# Jukai
Jukai (jap. 授戒) – ceremonia obecna we wszystkich tradycjach buddyzmu japońskiego. W zależności od tradycji mogą pojawiać się niewielkie różnice w interpretacji.

## Znaczenie i historia
Jukai w wolnym przekładzie oznacza przyjęcie wskazań. Chodzi o wskazania mahajany, które są wskazaniami bodhisattwy.

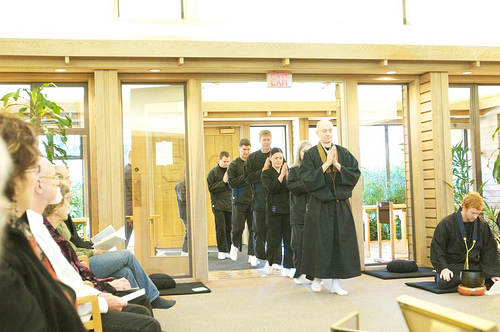
Ceremonia Jukai

Żeby dobrze zrozumieć wskazania, należy otrzymać nauki od właściwego nauczyciela. Należy również zrozumieć różne poziomy wskazań, od tzw. wskazań zwyczajnej ścieżki, przez wskazania na poziomie urzeczywistnienia śrawaki, na poziomie urzeczywistnienia bodhisattwy oraz na ostatecznym poziomie Natury Buddy. Jukai w rzeczywistości dotyczy tych wszystkich poziomów, ale jego szczególna wartość leży w naukach o Naturze Buddy.
Pierwotnie Jukai udzielano tylko w pełni wyświęconym mnichom. Później zaczęto go udzielać także osobom świeckim. Zgodnie z naukami Zenjiego Menzana Zuihō, w Japonii do XVII wieku, kiedy świeckie osoby otrzymywały Jukai, wówczas utrzymywały celibat, mimo iż nie były mnichami. Według Menzana w XVIII wieku celibat nie był już wymagany od świeckich uczniów.
Sama treść dziesięciu głównych wskazań otrzymywanych w czasie Jukai jest taka sama jak w Sutrze Brahmajali według kanonu mahajany. Otrzymanie Jukai, to nie jest wyłącznie kwestia samych wskazań, dotyczy dogłębnego zrozumienia ostatecznych nauk o Naturze Buddy i pojmowania wskazań Buddy właśnie z tego poziomu.

## Przebieg ceremonii w tradycjisōtōzen
Na Jukai składają się dwie główne części. Pierwsza, to przekazanie "szaty" Buddy. W przypadku świeckich osób jest to tylko symboliczna "mała szata", nazywana po japońsku rakusu. Jest to prostokątny kawałek materiału, szyty według pewnych reguł, z pasem łączącym brzegi, zakładanym na szyję. 
Druga, główna część polega na udzieleniu wskazań. Ma ona następujące etapy:
- pierwszy - oczyszczenie przez skruchę;
- drugi - o nazwie Kanjo — abhiseka;
- trzeci - udzielenie Schronienia w Trzech Klejnotach;
- czwarty - udzielenie Trzech Czystych Wskazań Bodhisattwy (jap. Bosatsu);
- piąty - przyjęcie Wskazań Dziesięciu Ciężkich Zakazów;
- szósty - przekaz Linii Krwi — Kechimyaku (słowo japońskie, oznacza tu: więzy krwi);
- siódmy — przepowiednia Stanu Buddy.

Jeśli jest wystarczająco dużo czasu, to ceremonie mogą odbywać się przez dwa dni. Jednego dnia - przekazanie "szaty", a drugiego - udzielenie samych wskazań. Obecnie jest to jednak prawie niespotykana praktyka, choć zgodna z podręcznikami sōtō zen.

### Pierwsza główna część - przekazanie szatyBuddy
W przypadku świeckich osób jest to symboliczna mała szata, nazywana po japońsku rakusu. Na rewersie rakusu jest napisane imię buddyjskie osoby, która otrzymuje rakusu, imię Dharmy nauczyciela udzielającego Jukai, data, miejsce itp., czasami kaligrafia lub modlitwa szaty Buddy. 
Są tam ponadto pieczęcie Trzech Klejnotów i osobiste pieczęcie nauczyciela. Szata symbolizuje, że osoba świecka przyjęła Jukai — Wskazania Buddy. 
W tej części jest wiele elementów, a uczeń zwraca się trzykrotnie do nauczyciela w specjalnej modlitwie, używając zwrotu, który po japońsku brzmi Bosatsu Daishi (Święty Bodhisattwo, Wielki Nauczycielu Bodhisattwo, Bodhisattwo Mahasattwo), i robi wiele pokłonów.

### Druga główna część - przyjęcie wskazań
Pierwszy etap to oczyszczenie przez skruchę. Uczeń wyraża skruchę i oczyszcza trzy karmy. To są działania ciała, mowy i umysłu, które zostały nagromadzone w przeszłości i powodują przeszkody na drodze do Stanu Buddy.
Drugi etap to kanjo — abhiseka. Po oczyszczeniu przez skruchę, kapłan zen daje abhisekę (kanjo shasui) każdej osobie przyjmującej Jukai. W czasie tego rytuału używana jest specjalna miotełka shasuishi, którą skrapia się specjalnie poświęconą wodą szczyt głowy ucznia, co powoduje fizyczny i duchowy związek z nauczycielem oraz całą duchową linią Dharmy nauczyciela, która sięga do Siakiamuniego Buddy i ostatecznie do niewyrażalnej Dharmakai, z której zamanifestowała się Nirmanakaja lub też Rupakaja Buddy i cała linia nauczycieli. Pełne wyjaśnienie kanjo i shashui jest bardzo ezoteryczne i zazwyczaj znajduje się w tzw. kirigami (dokumenty ezoteryczne), specjalnych instrukcjach i pouczeniach, które nauczyciel zen dostaje w czasie przekazu Dharmy. Są to nauki pochodzące od poprzednich pokoleń danej linii przekazu. W tym miejscu należy zaprzestać dalszego tłumaczenia, ponieważ należy ono do tzw. kuden, tj. ustnych wyjaśnień, a dokładnie — ustnego przekazu.
Trzeci etap to udzielenie schronienia w Trzech Klejnotach. Trzy Klejnoty w tradycji sōtō zen mają trzy znaczenia i trzy formy, dlatego ich liczba jest w rzeczywistości większa przy pełnej i drobiazgowej interpretacji. Ale zawierają w sobie znaczenia Dharmakaji i Rupakaji. Co więcej, schronienia w Trzech Klejnotach przyjmuje się aż do osiągnięcia pełnego oświecenia na poziomie Buddy i do pełnego urzeczywistnienia Trzech Ciał Buddy.
Czwarty etap to przyjęcie Trzech Czystych Wskazań Bodhisattwy. Te są w szczególnych instrukcjach i naukach sōtō zen zawsze interpretowane jako Trzy Ciała Buddy, w sanskrycie trikaja. Pierwsze wskazanie dotyczy Dharmakaji, drugie wskazanie Sambhogakaji, a trzecie Nirmanakaji. Dokładne wyjaśnienie tego znajduje się m.in. w komentarzu rōshiego Daiun Sogaku Harady do Shushogi.
Piąty etap to przyjęcie Wskazań Dziesięciu Ciężkich Zakazów. Te zakazy w postaci wskazań stanowią o tym, czy utrzymujemy drogę bodhisattwy, czy też nie. Złamanie któregoś z nich oznacza parajika dla bodhisattwy — to jest klęska lub też kasacja. Unieważnienie wskazań bodhisattwy, innymi słowy utrata statusu bodhisattwy. W Winajapitace, zbiorze reguł dla mnichów oraz dla świeckich, mówi się, że istnieją cztery paradzika dla mnicha. Są to seks, kradzież, zabicie i kłamstwo. Te cztery powodują, że mnich przestaje być mnichem. Ale w przypadku Jukai jest aż dziesięć parajika i oznacza to utratę bodhiczitty, złamanie i utratę wskazań i ślubowań bodhisattwy.
Szósty etap to przekaz Linii Krwi — Kechimyaku. Jest to dokument, w którym są spisane wszystkie imiona mistrzów, od Buddy aż do dzisiaj, w danej linii przekazu. Kechimyaku jest zamknięte w specjalną kopertę i nie wolno go otwierać, ani nikomu pokazywać w otwartej formie. Na kechimyaku, na samym końcu linii nauczycieli danej linii przekazu Dharmy jest napisane buddyjskie imię osoby przyjmującej Jukai, poprzedzone imieniem nauczyciela, od którego otrzymuje się Jukai. To ważny dokument posiadający swoją moc, jest to forma rupakaji, będąca świadectwem i zawierająca moc całej linii przekazu. Należy traktować ten dokument z najwyższym szacunkiem.
Siódmy etap to przepowiednia Stanu Buddy. To jest kulminacja Jukai, zawierająca w sobie całe znaczenie i cel Jukai. W tej części nauczyciel recytuje modlitwę dotyczącą przyjęcia wskazań Buddy i zapewnienie o urzeczywistnieniu stanu Buddy przez ucznia, jednocześnie trzykrotnie obchodząc ucznia - jak stupę - i kłaniając się przed nim. Pełne znaczenie ostatniej części można poznać, kiedy otrzyma się przekaz Dharmy, specjalne nauki, ale ostateczne zrozumienie można osiągnąć, kiedy samemu urzeczywistni się oświecenie na poziomie Buddy.

## Znaczenie w tradycjisōtō
Jukai ma najgłębsze i najistotniejsze znaczenie pośród wszystkich ceremonii i rytuałów w tradycji zen sōtō. Jukai może być udzielone wyłącznie przez nauczyciela, który posiada przekaz Dharmy i spełnia odpowiednie warunki. Zgodnie z przekazem Dōgena Zenji i Keizana Zenji, Jukai to jest Prawdziwy Przekaz Wielkich Wskazań Bodhisattwy. I tak w rzeczywistości jest nazywane. To sama esencja ścieżki mahajany, jak i natury Buddy. Nie jest to wcale łatwo zrozumieć i wymaga to wielu lat praktyki.

## Motywacja
Ważna jest właściwa motywacja przy Jukai. Jest to wielkie ślubowanie uratowania wszystkich istot, rozwinięcia miłości, współczucia i dobroci wobec wszystkich istot, cech, które są poza rozumowym pojmowaniem i które tylko w nazwie są podobne do naszych ludzkich wyższych uczuć, ale wykraczają daleko poza nie, na znacznie wyższy, niczym nie uwarunkowany poziom. Dla Dōgena Zenji ta nauka dotycząca właściwej motywacji była najważniejsza i cały czas podkreślał istotę i ważność bodhiczitty, (jap. bodai-shin, co oznacza przebudzony umysł, aspirację, szczerą wolę do przyjęcia wiary buddyjskiej). Te atrybuty właściwej motywacji powinny być rozwijane, dopóki nie osiągną stanu niczym nie uwarunkowanego i poza wszelkimi granicami. Z tą świadomością należy przyjmować Jukai i odnawiać regularnie przyjęte wskazania bodhisattwy.

## Nieporozumienia dotyczące Jukai
We właściwej formie przekazu Jukai powinno trwać siedem dni, choć może trwać dłużej, nawet do miesiąca. W tym czasie uczniowie otrzymują liczne nauki i wyjaśnienia dotyczące Jukai i wszystkich nauk Dharmy z tym związanych. W ten sposób przygotowany uczeń ma pełną świadomość wszystkich aspektów Jukai oraz rozumie znaczenie przyjęcia Wielkich Wskazań Bodhisattwy. Dzisiaj często jest to prywatna ceremonia, trwająca od trzydziestu minut do dwóch godzin i często nie pozostaje czasu i miejsca na szczegółowe nauki. 
Choć w Japonii może nie stanowić to problemu, w Europie trudno znaleźć osoby na tyle rozumiejące Dharmę, szczególnie mahajanę, aby taki sposób udzielania Jukai był w pełni bezpieczny.
Niekiedy, z powodu ograniczeń czasowych, nauczyciele z Japonii odwiedzający Polskę udzielają Jukai w bardzo skróconej formie i na to nie można nic poradzić. Jednak znaczenie Jukai i związek z nauczycielem pozostaje taki sam jak przy pełnej, długiej wersji ceremonii.

## Jukai w Polsce
Niektórzy ludzie w Polsce i na Zachodzie nie są świadomi, czym jest Jukai, nawet po jego przyjęciu. Wielu myśli, że jest to tylko nadanie imienia buddyjskiego albo otrzymanie szaty — rakusu, lub też, że jest to przyjęcie Schronień. To jest prawda, w czasie Jukai otrzymuje się wszystkie te rzeczy, jednakże myślenie, że to tylko to, jest poważnym błędem i nieporozumieniem. Jukai jest fundamentem urzeczywistnienia Natury Buddhy i osiągnięcia Trzech Ciał Buddhy (sanskr. trikaja). Nie jest to tylko nadanie imienia itp., to coś najbardziej poważnego i doniosłego na ścieżce buddyjskiej. Zarówno kechimyaku, jak i szczególne kanjo — abhiseka są świadectwem, że uczniowie zostają połączeni i zjednoczeni z długą linią oświeconych istot, ale co najważniejsze, otrzymują abhishekę — inicjację najgłębszej Natury Buddhy. Dlatego niezwykle ważna jest osoba nauczyciela, który udziela Jukai, naszego związku z nim i zrozumienia natury związku z nauczycielem Jukai. 

## Ważność Jukai
Jukai jest nieważne, kiedy nauczyciel nie posiada przekazu Dharmy lub kiedy udziela go osoba nieposiadająca kwalifikacji do tego zgodnie z tradycją zen sōtō.